# Arndell Park
Arndell Park är en förort till staden Sydney i New South Wales i Australien. Mellan år 2006 och 2011 sjönk folkmängden från 87 till bara 12. Siffrorna är dock inte jämförbara då arealen förändrats vid de olika folkräkningarna. Arndell Park är belägen vid landsvägen Great Western Highway och motorvägen M4 Western Motorway.

### Befolkningsutvecklingskällor
- Australian Bureau of Statistics. ”2006 Census QuickStats: Arndell Park” (på engelska). http://quickstats.censusdata.abs.gov.au/census_services/getproduct/census/2006/quickstat/SSC16091?opendocument. Läst 22 juli 2018.
- Australian Bureau of Statistics. ”2011 Census QuickStats: Arndell Park” (på engelska). http://www.censusdata.abs.gov.au/census_services/getproduct/census/2011/quickstat/SSC10055?opendocument&navpos=220. Läst 3 augusti 2012.
- Australian Bureau of Statistics. ”2016 Census QuickStats: Arndell Park” (på engelska). http://quickstats.censusdata.abs.gov.au/census_services/getproduct/census/2016/quickstat/SSC10087?opendocument. Läst 22 juli 2018.